# Luchthaven Istanbul Atatürk
Luchthaven Istanbul Atatürk (Turks: Atatürk Havalimanı) is het oudste en tot 2019 het belangrijkste 
vliegveld van de Turkse stad Istanbul. De luchthaven, genoemd naar de eerste president van de Turkse republiek: Mustafa Kemal Atatürk, was ook de eerste thuishaven van Turkish Airlines. Sinds de opening van Istanbul Airport op 29 oktober 2018 is een operatie gestart waarbij in een periode van ongeveer een jaar alle vluchten naar de nieuwe luchthaven zullen worden omgeleid. Vanaf 6 april 2019 vertrekken alle vluchten van Turkish Airlines vanaf de nieuwe luchthaven.
De IATA-luchthavencode van de Luchthaven Istanbul Atatürk was tot 6 april 2019 IST. De nieuwe, derde luchthaven gebruikte van zijn opening op 29 oktober 2018 tot 6 april 2019 de code ISL. Daarna nam de luchthaven de vertrouwde IST IATA-code over van de oude Atatürk-luchthaven die dan tot zijn sluiting verder de ISL code zal gebruiken. Eerst was deze overgang voorzien in de nacht van 30 november op 1 december 2018, dan werd 1 maart 2019 vooruitgeschoven, uiteindelijk werd het 6 april 2019 tussen 2 uur 's nachts en 14 uur 's namiddags, een venster van 12 uur waarin beide betrokken luchthavens gesloten waren.

## Ligging
Atatürk International Airport ligt in het Europese gedeelte van Istanbul, in het stadsdeel Yeşilköy, 24 km zuidwestelijk van het centrum van de stad.

## Feiten en cijfers
De luchthaven had in 2007 een passagiersaanbod van 25 miljoen, in 2014 was dit reeds toegenomen tot 57 miljoen passagiers, in 2018 tot 63 miljoen passagiers. Daarmee was de Atatürk luchthaven reeds de op drie na drukste passagiersluchthaven van Europa. In de loop van 2019 wordt de luchthaven gesloten.

## Terminals
De luchthaven heeft drie terminals: de internationale (Terminal A), de binnenlandse (Terminal B) en een vrachtterminal (Terminal C). De internationale terminal staat bekend als efficiënt en modern. Nadat in 2001 Terminal A werd geopend zijn alle binnenlandse vluchten naar de oude geplaatst (nu Terminal B). Vanwege diens leeftijd, Terminal B stamt uit de jaren 1970, werd die niet meer geschikt geacht voor internationale vluchten. De luchthaven nadert eind 2019 zijn sluiting.

## Aanslag
Op 28 juni 2016 vond er een aanslag plaats in Terminal 2. Hierbij vielen ten minste 45 doden en 239 gewonden.

## Andere luchthavens in Istanbul
Istanbul heeft ook een tweede luchthaven: de Luchthaven Istanbul Sabiha Gökçen. Die luchthaven was in 2014 de op 17 na drukste luchthaven van Europa. 
In 2018 is een derde luchthaven in Istanbul gebouwd, Istanbul Airport (Turks: İstanbul Yeni havalimanı), die de grootste luchthaven ter wereld moet voorstellen. Doordat de overige twee luchthavens overvol raakten was een derde luchthaven noodzakelijk. Echter doordat de derde luchthaven een van de grootste internationale luchthaven is hebben de Turkse overheden besloten om Atatürk Airport (Turks: Atatürk Havalimanı) , volledig te sluiten als een luchthaven. Doordat Istanbul Airport de thuisbasis is geworden van Turkish Airlines zijn vrijwel alle vluchten verplaatst naar deze luchthaven. Hierdoor is Sabiha Gökcen ontlast en heeft de sluiting van Atatürk Airport geen negatieve effecten opgeleverd.
Internationale vliegvelden: Luchthaven Adana Sakirpasa · Luchthaven Ankara Esenboga · Luchthaven Antalya · Luchthaven Bodrum Milas · Luchthaven Dalaman · Luchthaven İzmir Adnan Menderes · Luchthaven Istanbul Atatürk · Luchthaven Istanbul Sabiha Gökçen · Istanbul Airport · Luchthaven Kayseri Erkilet · Luchthaven Trabzon
Regionale vliegvelden: Luchthaven Adıyaman · Luchthaven Afyon · Luchthaven Ağrı · Luchthaven Balıkesir · Luchthaven Bandirma · Luchthaven Batman · Luchthaven Çanakkale · Luchthaven Cardak · Luchthaven Carsamba · Luchthaven Corlu · Luchthaven Diyarbakır · Luchthaven Edremit Korfez · Luchthaven Erhac · Luchthaven Elazığ · Luchthaven Erzincan · Luchthaven Erzurum · Luchthaven Eskişehir · Luchthaven Kahramanmaraş · Luchthaven Kapadokya · Luchthaven Kars · Luchthaven Kastamonu · Luchthaven Konya · Luchthaven Mardin · Luchthaven Merzifon · Luchthaven Muş · Luchthaven Oguzeli · Luchthaven Şanlıurfa · Luchthaven Siirt · Luchthaven Sinop · Luchthaven Sivas Nuri Demirağ · Luchthaven Suleyman Demirel · Luchthaven Tokat · Luchthaven Uşak · Luchthaven Van Ferit Melen · Luchthaven Yenisehir